# Afrodyzjak
Afrodyzjaki – substancje, co do których panuje opinia, że powodują one zwiększony popęd płciowy lub potencję. Zwykle działają bezpośrednio lub pośrednio na przewodnictwo dopaminergiczne lub modyfikują poziom hormonów płciowych. Często są to zwykłe pokarmy i napoje. Uważa się, że działanie takie ma szampan, kawa z dodatkiem imbiru, cynamonu i koziego mleka, owoce morza, morele zmiksowane z mleczkiem pszczelim. Jednym z najsilniejszych afrodyzjaków jest johimbina.

## Podział afrodyzjaków
Ze względu na cel działania, afrodyzjaki można podzielić na dwie grupy:
- Afrodyzjakami określa się środki, zwykle o charakterze magicznym, często tzw. napoje miłosne, mające spowodować zakochanie się lub ukierunkowany pociąg seksualny, dawniej nazywane lubczykami.
- Afrodyzjakami nazywa się też substancje mające zwiększyć możliwości seksualne, najczęściej przez pobudzenie (lub poprawienie) erekcji prącia u mężczyzn lub pobudzenie seksualne u kobiet, niekoniecznie powiązane z miłością.

Ze względu na sposób działania afrodyzjaki można dzielić na:
- magiczne, w większości przypadków niemające w swym składzie żadnych substancji oddziaływających w oczekiwany sposób na organizm.
- magiczne lub ludowe, mogące rzeczywiście skutecznie działać, dzięki zawartym w nich substancjom
- ludowe lub tradycyjne środki, bez działania magicznego, często określone pokarmy lub napoje. Niekiedy tradycja przypisuje właściwości afrodyzjaku potrawom przyrządzonym z produktów przypominających członek w stanie erekcji (szparagi, smardze, młode pędy bambusa, pora). Niekiedy badania naukowe wykazały, że niektóre z nich mogą pozytywnie wpływać na seksualność, np. dzięki dużej zawartości pewnych mikroelementów lub witamin albo dużą kaloryczność. Jedzenie niektórych afrodyzjaków może być bardzo niebezpieczne – np. japońskiej ryby fugu.
- lekarstwa medycyny naturalnej i ludowej, skuteczne działanie niektórych zostało pozytywnie zweryfikowane przez naukę. Często jednak stosowanie niektórych środków (np. hiszpańskiej muchy) może mieć niekorzystne uboczne skutki. Wiara w niektóre tradycyjne medykamenty czasem przyczynia się do polowania na zagrożone lub zanikające gatunki zwierząt lub zbieranie chronionych roślin. (np. róg nosorożca stosowany w medycynie chińskiej)
- współczesne lekarstwa – oferowane przez firmy farmaceutyczne mają różne działanie. Niekiedy tylko efektem placebo, wzmocnionym odpowiednio dobranymi witaminami i mikroelementami, czasem oddziaływanie na ciała jamiste członka, poprawiającymi lub zwiększającymi ukrwienie lub wpływającymi pozytywnie na system nerwowy. Mają formy tabletek, kapsułek, kropli lub maści.
- narkotyki, środki odurzające, alkohol – najczęściej ich działanie opiera się na zmniejszeniu lub zniesieniu hamulców moralnych, nieśmiałości, wstydu lub spowodowaniu stanu ogólnej euforii lub pobudzenia.
- Pewnego rodzaju afrodyzjakami są kosmetyki zawierające według producentów ludzkie feromony, mające zwiększać atrakcyjność seksualną osoby ich używającej.

## Przykłady afrodyzjaków
- pokarmy: awokado, truskawki, befsztyki (zwłaszcza krwiste lub tatarskie), cebula (szczególnie zupa cebulowa), czekolada, dziczyzna, grzyby (pierścieniaki, smardze, trufle), jaja (szczególnie przepiórcze), kawior, małże, miód, orzechy włoskie, ostrygi, pory, ryby (szczególnie fugu, pstrągi, rekin, sardynki), seler, sery (roquefort, sery kozie), suszone owoce (daktyle, figi, morele), szparagi;
- przyprawy: chili, chrzan, cynamon, czosnek, cząber, gałka muszkatołowa, imbir, kardamon, pieprz, pieprz kajeński, wanilia, kapary, seler;
- zioła i preparaty roślinne: epimedium wielkokwiatowe, lotos, lubczyk ogrodowy, muira-puama, niektóre kaktusy, nasiona powoju amerykańskiego, Damiana (Turnera diffusa), preparaty z miłorzębu, preparaty, cukierki i herbaty z żeń-szenia; ruta stepowa
- napoje: czekolada, kakao, kawa, szampan, różne koktajle alkoholowe i mleczne, mleko kozie;
- medykamenty i paramedykamenty: johimbina, kantarydyna, mleczko pszczele, papaweryna, preparaty witaminowe, DHEA.
- leki wydawane z przepisu lekarza o udowodnionej skuteczności w pewnych formach zaburzeń erekcji: Cialis, Viagra, preparaty hormonalne (np. zawierające testosteron, estrogen).

## Afrodyzjaki w przeszłości
Od starożytności ludzie stosowali różnorodne substancje i produkty spożywcze, którym przypisywano właściwości zwiększające pożądanie i poprawiające życie seksualne. W różnych kulturach na całym świecie wykorzystywano zarówno rośliny, jak i produkty pochodzenia zwierzęcego. 
W wielu kulturach popularne były określone rośliny i przyprawy, którym przypisywano działanie pobudzające:
- Lubczyk (Levisticum officinale) – stosowany w Europie, zwłaszcza w Polsce, jako dodatek do potraw i naparów miłosnych. Wierzono, że potrafi rozbudzić uczucia i przyciągnąć ukochaną osobę.
- Żeń-szeń (Panax ginseng) – wykorzystywany w tradycyjnej medycynie chińskiej jako środek poprawiający libido i witalność.
- Szafran (Crocus sativus) – ceniony w basenie Morza Śródziemnego oraz na Bliskim Wschodzie, uznawany za przyprawę poprawiającą nastrój i zwiększającą pożądanie.
- Maca (Lepidium meyenii) – roślina pochodząca z Andów, używana przez rdzennych mieszkańców Ameryki Południowej jako naturalny środek zwiększający płodność i energię seksualną.
- Trufle – ich intensywny aromat miał przypominać ludzkie feromony, co sprawiało, że były cenione jako afrodyzjak w kuchni francuskiej i włoskiej.

Niektóre składniki pochodzenia zwierzęcego również były uważane za stymulujące:
- Ostrygi – cenione w Europie i Ameryce Północnej za wysoką zawartość cynku, który wpływa na poziom testosteronu. Casanova, znany XVIII-wieczny uwodziciel, rzekomo spożywał ostrygi codziennie.
- Róg nosorożca – sproszkowany róg stosowano w tradycyjnej medycynie wschodniej jako środek na potencję, choć współczesne badania wykazały, że składa się głównie z keratyny i nie ma naukowo potwierdzonego działania.
- Jądra zwierząt – w niektórych kulturach spożywano je jako symbol męskości i płodności, zwłaszcza w tradycjach pasterskich.
- Yohimbina – alkaloid pozyskiwany z kory afrykańskiego drzewa Yohimbe, stosowany jako afrodyzjak w Afryce Zachodniej, a później także w medycynie zachodniej.

W wielu kulturach afrodyzjaki były częścią obrzędów i wierzeń związanych z miłością i płodnością:
- Noc Kupały (Europa Środkowo-Wschodnia) – podczas obchodów tego słowiańskiego święta miłości i płodności stosowano zioła takie jak dziurawiec czy macierzanka, które miały przyciągać ukochaną osobę.
- Miód i miesiąc miodowy – w wielu kulturach nowożeńcom podawano miód jako symbol miłości i płodności. Zwyczaj picia miodu w pierwszym miesiącu po ślubie przetrwał w określeniu "miesiąc miodowy".
- Chleb z lubczykiem – w Europie Środkowej wypiekano specjalne chleby z dodatkiem lubczyku, które miały wzmacniać uczucia między małżonkami.
- Napój kakaowy Majów iAzteków – kakao było spożywane przez arystokrację Mezoameryki jako środek zwiększający energię i pożądanie.

Niektóre produkty spożywcze były uważane za afrodyzjaki ze względu na ich kształt lub skojarzenia z płodnością i seksualnością. Przykłady obejmują:
- Szparagi – ich falliczny kształt sprawiał, że były uważane za afrodyzjak w Europie.
- Figi – w starożytnej Grecji symbolizowały płodność i były spożywane jako część rytuałów związanych z boginią Afrodytą.
- Banany – w niektórych kulturach ich kształt kojarzono z męskością, co wpłynęło na ich reputację jako naturalnego afrodyzjaku.